# Юлиански календар
Юлианският календар (наричан също „стар стил“) е предложен от Юлий Цезар през 46 г. пр.н.е. (708 AUC) като реформа на римския календар.
При завоюването на Египет римляните се запознават с нов за тях начин на летоброене и Юлий Цезар решава да го въведе в Рим, но с по-голяма точност, за да свърже слънчевата година с европейското положение на Слънцето и със сезоните. По нареждане на Юлий Цезар александрийският астроном и математик Созиген създава на основата на римския календар нов календар, наречен юлиански. Въведен е в Римската империя на 1 януари 46 г. пр.н.е. и така 1 януари става начало на годината. В него продължителността на годината е 365 дни и 6 часа. Всяка четвърта година се смята за високосна и се състои от 366 дни.
През 20 и 21 век датата според юлианския календар е 13 дни преди грегорианската дата, а след 2100 г. несъответствието ще се увеличава.
| Промяна на имената на месеците и разпределението на дните в тях от реформата, въвела юлианския календар | |                                          |                                 |
| Римски календар от Нума Помпилий                                                                        | Римски календар от Нума Помпилий                                                                              | Юлиански календар от Юлий Цезар          | Юлиански календар от Юлий Цезар |
| Mесеци (латински/български)                                                                             | Дни | Дни                                      | Месеци                          |
| 11. Ianuarius / Януари                                                                                  | 29 | 31                                       | 1. Януари                       |
| 12. Februarius / Февруари                                                                               | В нормални години – 28. Във високосни години: 23, ако годината е променлива; 23/24, ако годината е фиксирана. | Нормални години: 28 Високосни години: 29 | 2. Февруари                     |
| 1. Martius / Март                                                                                       | 31 | 31                                       | 3. Март                         |
| 2. Aprilis / Април                                                                                      | 29 | 30                                       | 4. Април                        |
| 3. Maius / Май                                                                                          | 31 | 31                                       | 5. Май                          |
| 4. Iunius / Юни                                                                                         | 29 | 30                                       | 6. Юни                          |
| 5. Quintilis / Квинтили (Iulius / Юли)                                                                  | 31 | 31                                       | 7. Юли                          |
| 6. Sextilis / Секстили (Augustus / Август)                                                              | 29 | 31                                       | 8. Август                       |
| 7. September / Септември                                                                                | 29 | 30                                       | 9. Септември                    |
| 8.October / Октомври                                                                                    | 31 | 31                                       | 10. Октомври                    |
| 9. November / Ноември                                                                                   | 29 | 30                                       | 11. Ноември                     |
| 10. December / Декември                                                                                 | 29 | 31                                       | 12. Декември                    |

През 44 година пр.н.е. по инициатива на Марк Антоний, в памет на Юлий Цезар месец Квинтили е преименуван на Юлиус, откъдето произлиза съвременното му име юли. Аналогично през 23 г. пр.н.е. по инициатива на римския Сенат и в чест на Октавиан Август, месец Секстили е преименуван на Августус, наричан днес август.
Гръцкият астроном Метон (около 400 г. пр.н.е.) открива, че 235 синодични месеца съвпадат по продължителност с 19 слънчеви тропични години (имат 6940 денонощия). Това е т.нар. цикъл на Метон, който показва, че ако първият месец на лунната година съвпада точно с първия месец на слънчевата година, то след 19 години се повтаря това съвпадение. Благодарение на откритието на Метон съгласуването на лунното изчисление с египетската слънчева година става лесно.
По-трудно се оказва съгласуването на лунния календар с юлианския, тъй като 19-годишният период от юлиански години има не 6939, а 6936 денонощия и 18 часа. По такъв начин юлианската година изостава с 4 дни от лунната. Това изоставане има много малък период и след четири 19-годишни цикъла (76 години) лунният календар ще изпревари слънчевия с 19 дни, но юлианският календар с прибавените 19 дни ще се върне назад. Затова след 76 години началото на лунната година съвпада точно с началото на юлианската. Изчислените по лунния цикъл фази на Луната, ще съвпаднат със същите юлиански числа и месеци, както преди 76 години. Така за 76 слънчеви години точно изтичат 76 лунни и 76 юлиански. По такъв начин следващата година от новия цикъл ще започне не само в един и същи ден, но и в един и същи час от денонощието.
Римският християнски монах Дионисий Малки определя, че годината на Христовото рождение съвпада със 754 г. от основаването на Рим. С това началото на новата ера (н.е.) се слага от рождението на Иисус Христос.